# Nieuwe aarde (roman)

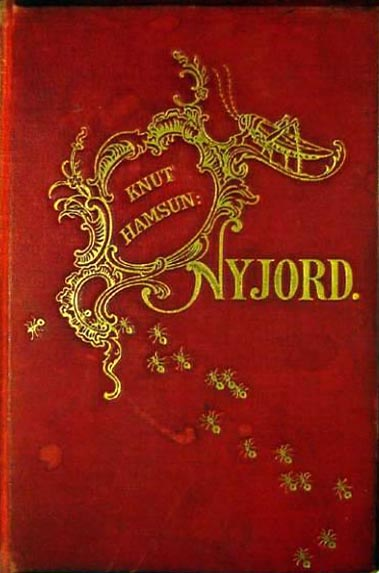
"Ny jord", eerste druk, Philipsens Forlag, Kopenhagen, 1893

Nieuwe aarde (Noors: „Ny jord “) is een sleutelroman over een kunstenaarsmilieu van de Noorse schrijver en Nobelprijswinnaar Knut Hamsun, verschenen in 1893.

## Intrige en typering
De roman speelt zich af rond 1890 te Kristiania, waar de schrijver Irgens het middelpunt vormt van een groep zelfgenoegzame en oppervlakkige kunstenaars, waartoe ook de student Öien behoort, bijfiguur uit Hamsuns Mysteriën. Tegenover dit milieu plaatst Hamsun de hardwerkende en eerzame koopmannen Tidemand en Henriksen. Degene die er een beetje tussenin hangt, de onderwijzer Coldevin, wordt wel gezien als de spreekbuis van Hamsun.
De roman wordt bij elkaar gehouden door diverse liefdesaffaires. De kunstenaar verleidt met mooie praatjes de vrouw van de zakenman (Irgens gaat een relatie aan met Tidemans vrouw Hanka), maar uiteindelijk keert zij weer terug naar man en kinderen. Anderzijds kiest een vrouwelijk lid van de kunstenaarsgroep voor de succesvolle handelaar en daarmee voor zekerheid. De zakenwereld lijkt het in deze roman van Hamsun te winnen van de kunstenaarswereld.
De talrijke polemieken welke Hamsun de kunstenaars laat voeren in literaire cafés, vooral over toen actuele thema’s, werden al snel als gedateerd beschouwd, hetgeen er mede oorzaak van was dat Nieuwe aarde uiteindelijk relatief weinig vertaald werd en de tand des tijds nauwelijks heeft weten te doorstaan. Hamsun zelf echter beschouwde de roman lange tijd als zijn beste werk.